# Cernusco Lombardone
Cernusco Lombardone is een gemeente in de Italiaanse provincie Lecco (regio Lombardije) en telt 3809 inwoners (31-12-2004). De oppervlakte bedraagt 3,8 km², de bevolkingsdichtheid is 1180 inwoners per km².

## Demografie
Cernusco Lombardone telt ongeveer 1573 huishoudens. Het aantal inwoners steeg in de periode 1991-2001 met 6,3% volgens cijfers uit de tienjaarlijkse volkstellingen van ISTAT.
| Jaar | Inwoneraantal |
| ---- | ------------- |
| 1991 | 3331          |
| 2001 | 3540          |

## Geografie
Cernusco Lombardone grenst aan de volgende gemeenten: Merate, Montevecchia, Osnago.